# Live in Concert 2006
Live in Concert 2006 é um álbum ao vivo, lançado pela cantora estadunidense Barbra Streisand, em 2007. As gravações ocorreram durante sua turnê nos Estados Unidos, em 2006, intitulada Streisand: The Tour. O CD duplo contém músicas gravadas em diferentes shows e locais, incluindo o Madison Square Garden, de Nova York e no Verizon Center, de Washington, D.C.. Foram incluídas três músicas nas quais faz dueto com o trio Il Divo.
A gravação ocorreu em um dos shows da bem sucedida turnê da Barbra Streisand, de 2006. A turnê foi anunciada oficialmente em 12 de junho de 2006, após meses de especulação. Foi inaugurado em 4 de outubro na Filadélfia, no Wachovia Center. Foi gerenciada pelo promotor Michael Cohl para a Concert Productions International e The Next Adventure (A Live Nation Company). Os preços dos ingressos para alguns locais chegaram a US$ 750, e ainda mais altos para ingressos VIP.
Os shows de 28 e 30 de outubro em Sunrise, Flórida, foram gravado em alta definição para um especial de televisão da Showtime, e posteriormente seria lançado em DVD em 28 de abril de 2009, sob o título Barbra Streisand: The Concerts, que incluiu também o The Concert, filmado em Arrowhead Pond of Anaheim em Anaheim, na Califórnia e o especial Putting It Together: The Making of the Broadway Album. A turnê norte-americana foi um enorme sucesso. Os 20 shows arrecadaram US$ 92.457.062 e estabeleceram recordes brutos em 14 das 16 arenas tocadas na turnê.
Comercialmente, apesar de ser um álbum duplo, obteve êxito. Na parada Billboard 200, alcançou o número sete, em 26 de maio de 2007, com vendas de mais de 62.000 cópias. Permaneceu na tabela por seis semanas, na quarta, já tinha atingido 106 mil cópias. Até 2011, suas vendas atingiram 150 mil cópias no país, e apareceu nas paradas de sucesso de outros dez países.

## Lista de faixas
Créditos adaptados do site AllMusic.
| Disco 1 / Ato I |                                 |                                                                    |         |  |
| N.º             | Título                          | Compositor(es)                                                     | Duração |  |
| 1.              | "Funny Girl Broadway Overture"  | Jule Styne                                                         | 4:47    |  |
| 2.              | "Starting Here, Starting Now"   | David Shire, Richard Maltby Jr.                                    | 2:57    |  |
| 3.              | "Opening Remarks"               |                                                                    | 1:33    |  |
| 4.              | "Down With Love"                | Harold Arlen, E.Y. Harburg                                         | 3:57    |  |
| 5.              | "The Way We Were"               | Marvin Hamlisch, Alan Bergman, Marilyn Bergman                     | 3:48    |  |
| 6.              | "Songwriting" (Dialogue)        |                                                                    | 1:53    |  |
| 7.              | "Ma Première Chanson"           | Barbra Streisand, Eddy Marnay                                      | 2:37    |  |
| 8.              | "Evergreen" (com Il Divo)       | Streisand, Paul Williams                                           | 4:05    |  |
| 9.              | "Come Rain or Come Shine"       | Arlen, Johnny Mercer                                               | 3:09    |  |
| 10.             | "Funny Girl" (Dialogue)         |                                                                    | 0:52    |  |
| 11.             | "Funny Girl"                    | Styne, Bob Merrill                                                 | 2:32    |  |
| 12.             | "The Music That Makes Me Dance" | Styne, Merrill                                                     | 1:37    |  |
| 13.             | "My Man"                        | Jacques Charles, Channing Pollock, Albert Willemetz, Maurice Yvain | 3:28    |  |
| 14.             | "People" (Dialogue)             |                                                                    | 0:29    |  |
| 15.             | "People"                        | Styne, Merrill                                                     | 5:08    |  |

| Disco 2 / Ato II |                                             |                                                          |         |  |
| N.º              | Título                                      | Compositor(es)                                           | Duração |  |
| 1.               | "Entr'acte"                                 |                                                          | 3:37    |  |
| 2.               | "The Music of the Night" (com Il Divo)      | Andrew Lloyd Webber, lyrics by Charles Hart              | 4:16    |  |
| 3.               | "Jason's Theme"                             | Jason Gould                                              | 1:14    |  |
| 4.               | "Carefully Taught / Children Will Listen"   | Richard Rodgers, Oscar Hammerstein II, Stephen Sondheim) | 3:29    |  |
| 5.               | "Unusual Way"                               | Maury Yeston                                             | 3:33    |  |
| 6.               | "What Are You Doing the Rest of Your Life?" | Michel LeGrand, Bergman & Bergman                        | 3:58    |  |
| 7.               | "Happy Days Are Here Again"                 | Milton Ager, Jack Yellen                                 | 2:31    |  |
| 8.               | "(Have I Stayed) Too Long at the Fair?"     | Billy Barnes                                             | 4:45    |  |
| 9.               | "William Saroyan" (Dialogue)                |                                                          | 1:40    |  |
| 10.              | "The Time of Your Life"                     | William Saroyan                                          | 1:00    |  |
| 11.              | "A Cockeyed Optimist"                       | Rodgers, Hammerstein                                     | 2:28    |  |
| 12.              | "Somewhere"                                 | Dialogue                                                 | 1:13    |  |
| 13.              | "Somewhere" (com Il Divo)                   | Leonard Bernstein, Stephen Sondheim                      | 3:34    |  |
| 14.              | "My Shining Hour"                           | Arlen, Mercer                                            | 4:31    |  |
| 15.              | "Don't Rain on My Parade" (Reprise)         | Styne, Merrill                                           | 3:30    |  |
| 16.              | "Smile"                                     | Charlie Chaplin, John Turner, Geoffrey Parsons           | 4:26    |  |

## Tabelas
| Tabela musical (2007)                 | Melhor posição |
| ------------------------------------- | -------------- |
| Áustria (Ö3 Austria Top 40)           | 7              |
| Bélgica (Ultratop Valônia)            | 100            |
| Países Baixos (Dutch Charts)          | 5              |
| França (SNEP)                         | 83             |
| Alemanha (Offizielle Deutsche Charts) | 54             |
| Irish Albums (IRMA)                   | 26             |
| Itália (FIMI)                         | 48             |
| Espanha (PROMUSICAE)                  | 8              |
| Suíça (Schweizer Hitparade)           | 23             |
| Reino Unido (UK Albums Chart)         | 48             |
| US Billboard 200                      | 7              |

| Tabela musical (2007)     | Posição |
| ------------------------- | ------- |
| Dutch Albums (MegaCharts) | 100     |